# Ultramar Agencia Marítima
Ultramar agencia marítima es una empresa chilena propiedad de la familia Von Appen y fundada por el capitán de naves alemán, nacionalizado en Chile, Albert von Appen en 1952.
Es una empresa cuyo rubro principal es el agenciamiento portuario. Esto, mediante alianzas con navieras mundiales tales como la Hyundai Merchant Marine, y la concesión de puertos tales como el terminal pacifico sur de Valparaíso (TPS). 

## Historia
Fundada en 1952, Ultramar empezó siendo un representante de las compañías alemanas Hamburg - Amerika Linie y Norddeutscher Lloyd.
Para el año 1955, Ultramar abrió su propia oficina en la ciudad de Arica iniciando su negocio de agenciamiento marítimo.
En 1956, Ultramar es designada como representante de la compañía aeronáutica alemana Lufthansa, tras lo cual se inauguraron vuelos directos de la compañía hacia Chile.
Para los años siguientes continua se expansión a nivel nacional e internacional. Siendo en día la matriz de un conglomerado de empresas, que van desde el sector de la logística hasta la representación naviera. 

## Presencia
Hoy en día Ultramar cuenta con varias oficinas a través de sus empresas filiales. Habiendo adquirido a inicios del 2024 el 70% de las acciones del grupo neerlandés S5. Tras lo cual, conseguiría expandir su mercado a nivel mundial.